# Independência kommun, Rio Grande do Sul
Independência är en kommun i Brasilien.   Den ligger i delstaten Rio Grande do Sul, i den södra delen av landet, 1 500 km söder om huvudstaden Brasília. Antalet invånare är 6 618. Arean är 357 kvadratkilometer.
Terrängen i Independência är huvudsakligen platt, men åt nordost är den kuperad.
Trakten runt Independência består till största delen av jordbruksmark. Runt Independência är det glesbefolkat, med 9 invånare per kvadratkilometer.